# Pierre de Rigaud
Pierre de Rigaud, markiz de Vaudreuil-Cavagnal (ur. 22 listopada 1698 w Quebecu, zm. 4 sierpnia 1778 w Paryżu) – francuski administrator, ostatni gubernator generalny Nowej Francji w latach 1755–1760.
Pierre de Rigaud był synem Philippe de Vaudreuil trzynastego gubernatora generalnego. Urodził się w mieście Quebec. Pod okiem ojca rozpoczął karierę wojskową, by potem poświęcić się karierze administracyjnej. W 1733 został burmistrzem Trois-Rivières, a w latach 1743–1753 pełnił funkcję kolonialnego gubernatora Luizjany. W 1755 roku został mianowany gubernatorem generalnym całej francuskiej Kanady. Zarządzał kolonią w jej schyłkowym okresie, w latach wojny siedmioletniej, w której wyniku Kanada przeszła w ręce brytyjskie.